# 郭大为
郭大为（1960年6月—），男，汉族，陕西西安人，中华人民共和国政治人物，曾任陕西省人大常委会副主任，陕西省总工会主席，中共十九大代表。

## 生平
2018年10月25日，中华全国总工会第十七届执行委员会召开第一次全体会议，选举全总十七届执委会主席、副主席和主席团委员，他当选为全总主席团委员。
2023年1月，卸任陕西省人大常委会副主任职务。